# Ráz (fonetika)
Ráz je neznělá glotální ploziva, zvláštní souhláska, která se vyskytuje v různých jazycích. V mezinárodní fonetické abecedě se označuje symbolem ʔ, číselné označení IPA je 113, ekvivalentním symbolem v SAMPA je ?[zdroj?].

## Charakteristika
- Způsob artikulace: ražená souhláska (ploziva). Vytváří se pomocí uzávěry (okluze), která brání proudění vzduchu a je na posléze uvolněna, čímž vzniká zvukový dojem – od toho též označení závěrová souhláska (okluziva).
- Místo artikulace: hlasivková souhláska (glotála). Uzávěra se vytváří v hlasivkách, z tohoto důvodu není možná znělá realizace.
- Znělost: neznělá souhláska – při artikulaci jsou hlasivky v klidu. Jako jediná pulmická hláska nemá znělý protějšek.
- Ústní souhláska – vzduch prochází při artikulaci ústní dutinou.
- Středová souhláska – vzduch proudí převážně přes střed jazyka spíše než přes jeho boky.
- Pulmonická egresivní hláska – vzduch je při artikulaci vytlačován z plic.

## V češtině
V češtině bývá ráz (předraz) označován za tvrdý hlasový začátek, není samostatným fonémem a v písmu se nezaznamenává. Použití rázu v češtině je fakultativní, tj. používá se jen někdy. Při artikulaci samohlásky na začátku slova (morfému) plní ráz funkci protetické hlásky, obvykle tak slouží k vyznačení předělu mezi slovy, a to i uvnitř složenin. Vkládá se obvykle mezi dvě samohlásky, které spolu netvoří dvojhlásku, např. používat [po.ʔuʒi:vat], táta a máma [ta:ta ʔa ma:ma]; u slov začínajících samohláskou slouží k odlišení předložky, např. z okna [s ʔokna]; vkládá se před samohlásku u druhé části složeniny, např. trojúhelník [troj.ʔu:ɦɛlɲi:k].
Ráz se používá více v Čechách, v moravských nářečích se často vyslovuje bez rázu, např. [troju:ɦɛlɲi:k], [zokna]. Podle současné ortoepické normy je ráz povinný po neslabičných předložkách k, s, z, v, v profesionálních projevech se[kdo?] ale doporučuje výslovnost s rázem i v ostatních případech.
Ve spisovné výslovnosti se nikdy neklade ráz ve slovech cizího původu, kde dochází k setkání dvou samohlásek, např. ve slově koala.

## V jiných jazycích
Vyskytuje se v arabštině (ء- hamza) a hebrejštině (ע-'ajn), mohou být na začátku, uprostřed nebo na konci slova. V přepisu se zapisuje apostrofem.
Ráz se vyskytuje mimo jiné v polynéských jazycích jako wallisština, futunština nebo havajština. V psané formě se v nich zapisuje pomocí znaku ' jako ve slovech ma'uli, 'aho, ta'u nebo O'ahu.
V jazycích jižní Ameriky (ajmarština, kečuánština) se také označuje apostrofem a má fonologický význam (např. ajm. t'ant'a „chléb“).
V grónštině se zřídka vyskytuje také, ale jen ve slovech cizího původu.